# NGC 28
NGC 28は、ほうおう座の方角にある楕円銀河である。1834年10月28日にジョン・ハーシェルによって発見された。